# Shin'ichi Suzuki
Shinichi Suzuki (Nagoya (Prefectura d'Aichi), 17 d'octubre, 1898 - Matsumoto (Prefectura de Nagano), 26 de gener, 1998), va ser un violinista, filòsof, compositor i educador japonès i el fundador del mètode internacional Suzuki d'educació musical i va desenvolupar una filosofia per educar persones de totes les edats, i habilitats.
Un pedagog influent en l'educació musical dels nens, sovint parlava de la capacitat de tots els nens d’aprendre bé les coses, especialment en l’entorn adequat, i de desenvolupar el cor i construir el personatge dels estudiants de música mitjançant la seva educació musical. Abans del seu temps, era rar que els nens s’ensenyessin formalment instruments clàssics des de ben petits i encara més rar que els nens fossin acceptats per un professor de música sense fer una audició ni un examen d’accés.

## Biografia
El seu pare era lutier i encara que la seva vocació musical no va ser precoç, el fet d'una infància envoltada d'instruments musicals va ser decisiu. El 1915 inicia els seus estudis de violí al Conservatori de Tòquio, quan la música occidental era considerada una mica exòtic. Va ampliar els seus coneixements a Europa i el 1924 marxa a Berlín, on és nomenat deixeble de Karl Klinger.
Durant la seva estada a París va conèixer el violoncel·lista espanyol Pau Casals, la tècnica del qual va assumir ràpidament. Va tornar al seu país d'origen el 1932 i va començar amb la seva carrera com a pedagog al primer lloc d'ensenyament. El 1945 es funda l'Institut de Recerca, entitat destinada a descobrir joves talents en els diversos camps de la cultura i allà va poder desenvolupar uns mètodes pedagògics que arribarien a ser adoptats fins i tot per conservatoris occidentals, apuntant a l'ensenyament de piano, violí i violoncel.
Suzuki va emprar les idees següents d'Educació de Talents per a les seves escoles pedagògiques:
- L'ésser humà és un producte del medi ambient.
- Com més aviat millor. No només a la música, sinó a totes les branques de l'aprenentatge.
- La repetició de les experiències és important per a l'aprenentatge.
- Els mestres i pares (l'ambient adult humà) ha d'estar al nivell més alt i continuar el seu creixement per proveir un ensenyament millor per al nen.
- El sistema o mètode ha d'incloure il·lustracions per al nen, basades en l'entesa del mestre del quan, què i com. (Kendall, 1966)[2]

Suzuki va donar suport —juntament amb el premi Nobel de la Pau Linus Pauling (1901-1994) i l'actriu Liza Minnelli (1946–)— al controvertit "Institut per a l'Assoliment del Potencial Humà", una organització sense ànim de lucre que pretén millorar el desenvolupament neurològic de nens que han patit una lesió cerebral.
La seva etapa com a concertista va ser entre 1930 i 1948. Va publicar diversos llibres, entre ells "Cap a la música amb amor", en 1969.
Invento el mètode Susuki, el qual s'utilitza en milions d'escoles de tot el món, com la Universitat Nacional De Colòmbia.